# Lan Mokara

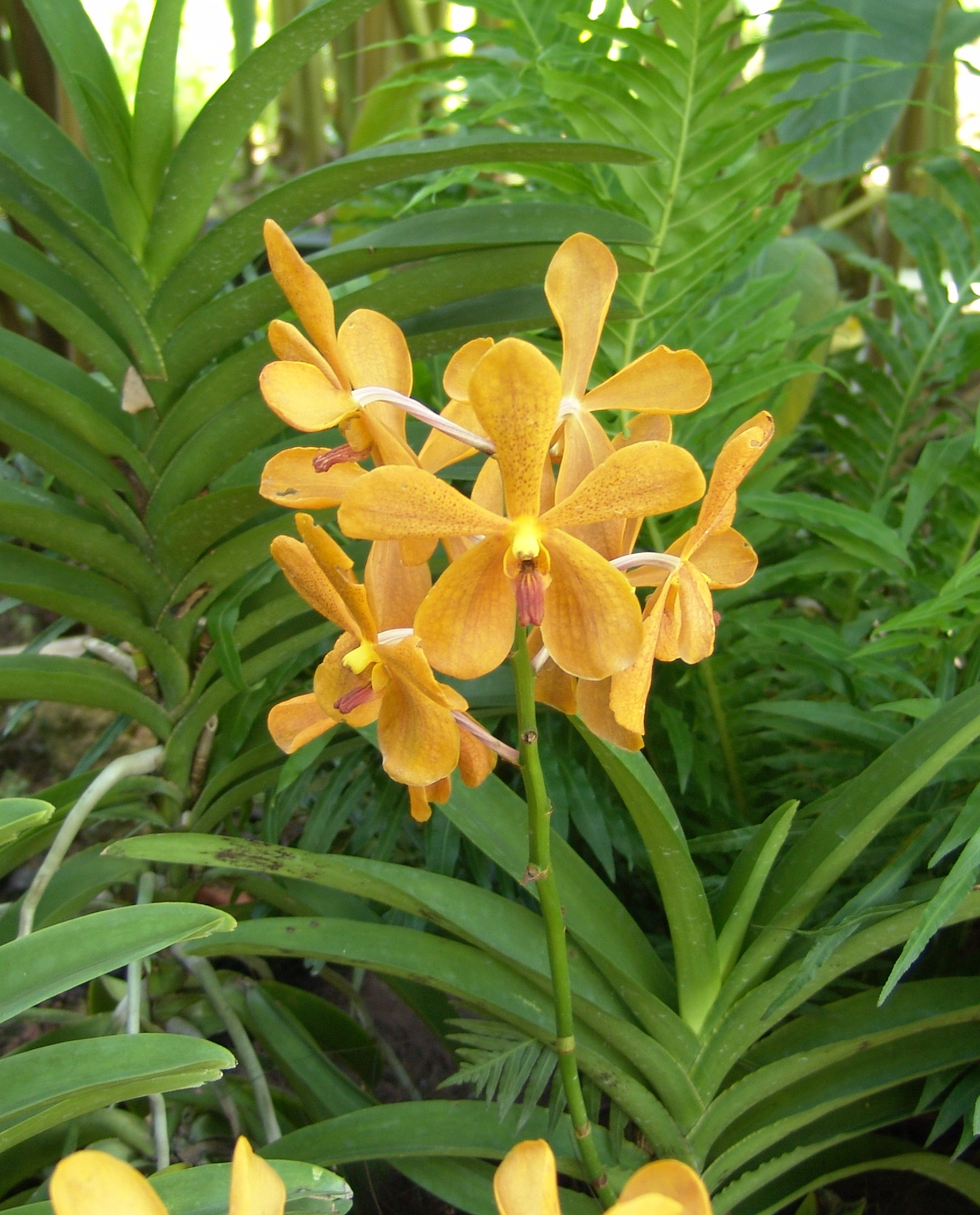
Lan Mokara

Mokara là giống lan lai từ ba giống Arachnis (lan bò cạp), Ascoentrum và Vanda; loài lan này mang các đặc tính nổi trội từ bố mẹ là: dạng hoa và màu sắc đẹp từ Vanda, tăng trưởng nhanh từ Ascocenda (Ascocentrum X Vanda). Lan Mokara là loài lan đơn thân, thân hình trụ dài, không có giả hành. Mokara là giống lan lai nhân tạo từ Singapore và được lan rộng đến Thái Lan, Philippines, Nam Á, Hawaii.

## Tổng quan

### Hình thái
Lan Mokara là loài lan đơn thân, thân hình trụ dài, không có giả hành.
Thân mọc Mokara cao lên về phía đỉnh. Sự mọc dài của đỉnh không có giới hạn nên cây thân phát triển vô hạn theo chiều thẳng đứng. Sự phát triển này chỉ ngừng khi đỉnh ngọn bị tổn thương, khi đó chồi sẽ xẻ rách bẹ lá để mọc dài ra. Các chồi này cũng sẽ phát triển vô hạn về phía đỉnh. Thân mang cả lá và rễ. Lá dài hình lòng máng hay hình trụ, mọc cách ở hai bên thân, lá dày và cứng.
Rễ trần mọc từ thân xen kẽ với lá, rễ xẻ bẹ lá chui ra ngoài dọc theo chiều dài của cây.
Hoa lưỡng tính đối xứng hai bên. Phát hoa mọc từ nách lá giữa thân. Hoa thường có năm cánh. Hoa có nhiều màu sắc: vàng, tím, cam, hồng, đỏ ...

### Đặc tính

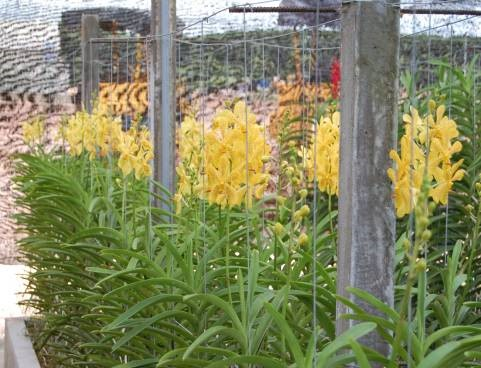
Lan Mokara trồng theo luống giá thể

Lan Mokara là cây có thể ra hoa quanh năm, do đó thích hợp với việc sản xuất hoa cắt cành, cây lan có thể đạt đến 6 - 8 phát hoa/năm.
Nhiệt độ là một trong những yếu tố quyết định sự ra hoa của cây, cường độ quang hợp tăng theo nhiệt độ. Nhiệt độ thích hợp cho Mokara phát triển là từ 25 0C - 30 0C.
Lan Mokara thuộc nhóm ưa sáng trung bình, cường độ ánh sáng khoảng 50 % - 60 %, nên cần thiết kế dàn che thích hợp cho cây sinh trưởng và phát triển.
Rễ của Mokara là rễ trần phơi ra ngoài không khí nên đòi hỏi độ ẩm không khí cao. Cây không chịu được úng nên phải trồng thật thoáng. Cây Mokara là đơn thân, không có giả hành nên sự mất nước dễ làm cây thiếu nước, vì vậy cần phải thường xuyên tưới nước mỗi ngày 2 lần vào sáng sớm và chiều mát nhất là vào mùa khô, pH nước phải đảm bảo từ 5,2 - 5,8.
Độ thông thoáng cũng là một yếu tố cần thiết cho lan phát triển tốt, không khí trong vườn lan cần được thay đổi, sự lưu thông không khí không những làm mát cho cây mà còn làm thay đổi lượng CO2 trong không khí. Hơn nữa độ thông thoáng làm cây giảm bệnh và phát triển tốt.

### Điều kiện sinh trưởng

#### Ánh sáng
Mokara là một trong những loại hoa phong lan có khả năng chịu nắng tốt, cây trưởng thành có thể chịu được từ 60 –70% nắng tùy giống. Tuy nhiên, đối với cây con khả năng có thể chịu được tối đa 50% nắng, thích hợp nhất là từ 25 – 30% nắng (tương đương khoảng từ 4.000 – 6.000 lux). 

#### Nước và độ ẩm
Mokara và các loại phong lan rất cần nước cho quá trình sinh trưởng phát triển. Nếu thiếu nước cây sẽ khô héo, thân lá teo lại, lá rụng nhưng không chết. Thừa nước, cây dễ bị thối đọt nhất là với các giống phong lan có lá đứng mọc sít nhau như Mokara. Quá nhiều nước rễ có rong rêu và nấm bệnh phát triển mạnh. Ẩm độ thích hợp cho cây phong lan con vào khoảng 70-75%. Nên việc giữ ẩm vừa phải cho giá thể giúp rễ phong lan hậu nuôi cấy mô phát triển tốt, nếu tưới quá ẩm rễ cây dễ bị úng, cây vàng, chậm lớn. Ngược lại thiếu ẩm rễ phát triển kém hạn chế hấp thu dinh dưỡng, cây sinh trưởng chậm,
Nước tưới cho phong lan yêu cầu không mặn, phèn, không cứng (chứa Ca2+, Mg2+,...),  pH tối ưu từ 5,5 - 6,8. Khi tưới nước cho phong lan cần chú ý nguyên tắc: tưới tạo độ ẩm xung quanh môi trường trồng sẽ tốt hơn thay vì chỉ tưới ẩm cục bộ trong chậu hay trong giá thể. Chỉ tưới nước đủ ẩm, nên tưới vào sáng sớm hay chiều mát, tránh tưới buổi trưa khi trời đang nắng nóng hoặc tưới quá muộn làm cây dễ bị bệnh. Việc phun sương trong những ngày nắng nóng rất tốt cho phong lan con, giúp làm tăng độ ẩm không khí và làm giảm nhiệt độ, nên tăng số lần tưới lên 3-4 lần/ngày và giảm lượng nước nhằm tránh cây quá ẩm dễ bị thối và bệnh, cũng có thể bổ sung tưới dưới giàn hoặc trên mái che nhằm tăng ẩm độ, giảm nhiệt độ vườn ươm.. Tùy điều kiện thời tiết có thể tăng số lần tưới trong ngày. Nên tạo chế độ ẩm và khô xen kẽ cho giá thể trồng (xơ dừa và vỏ đậu phộng) để kích thích rễ sinh trưởng mạnh.
Ẩm độ  thích hợp cho cây hậu nuôi cấy mô là: 70 - 75%